# RoH 월드 퓨어 챔피언십
RoH 월드 퓨어 챔피언십(RoH World Pure Championship)은 RoH에 존재하는 타이틀이었다.
RoH에서는 트리플 크라운에 필요한 챔피언십이다. 

## 역사
RoH 월드 퓨어는 2004년 2월 14일 AJ 스타일스가 초대 챔피언이 되면서 역사가 시작된다. 2006년 8월 12일 RoH 월드 헤비웨이트 챔피언십과 통합되어 역사 속으로 사라지다가 2020년 4월 부활할 예정이다.

## 기록들
- 초대 챔피언 : AJ 스타일스
- 최장수 챔피언 : 나이젤 맥기니스 (350일)
- 최단 기간 챔피언 : 브라이언 다니엘슨 (0일)

## 역대 챔피언 선수 목록
- AJ 스타일스 (초대 챔피언)
- 더그 윌리엄스 (더글라스 윌리엄스)
- 존 월터스
- 제이 리썰
- 사모아 죠
- 나이젤 맥기니스
- 브라이언 다니엘슨 (마지막 챔피언)

## 같이 보기
- WWE 인터콘티넨탈 챔피언십
- WCW 유나이티드 스테이츠 챔피언십
- ECW 월드 텔레비전 챔피언십
- TNA X-디비전 챔피언십
- RoH 월드 텔레비전 챔피언십
- GFW 넥스트 제너레이션 챔피언십